# げなパネ!
『げなパネ!』（GENAPANE!）は、長崎放送（NBC）が2017年4月5日から2021年3月24日まで放送していた情報バラエティ番組である。

## 概要
NBCテレビ史上初のゴールデンタイムのレギュラー番組である。番組タイトルは長崎県を中心に使われる方言「げな」とトータルテンボスがネタ中によく使う若者言葉「ハンパねぇ」を合わせた造語である。なお、毎月4水曜日は『明日の長崎アシナガさん!』放送のため休止となるが、不定期に放送を休止する事がある。2017年10月4日より直後の『水トク!』繰り下げに伴い、4分拡大して19:00 - 20:00に変更となった。
当番組の開始をもって、九州地方のTBS系列局で水曜日にゴールデンタイムの自社製作番組が放送されることになった。
2018年3月14日は初の2時間スペシャル（19:00 - 21:00）が放送された。
2021年3月24日の2時間の生放送で番組を終了することが2021年3月10日の放送分で発表された。終了の主な理由はコロナ禍で以前のようなロケができなくなったため。

## 訪れた地域

### 2017年
| 放送 回数 | 放送日   | トータルテンボスの ハンパねえ漫歩    | 今週のげなげな                       | げなパネ 応援団                           | げなパネ 選手権                      | すみれの ホンネ酒                    |
| --------- | -------- | ------------------------------------ | ------------------------------------ | ----------------------------------------- | ------------------------------------ | ------------------------------------ |
| #1        | 4月5日   | 大村をぶらり                         |                                      |                                           |                                      | ほろ酔い ホンネトーク                |
| #2        | 4月12日  | 新大工・ 片淵エリア                  | 中毒的な 不可解ﾒﾛﾃﾞｨｰ                | 鹿町工業高校 自転車競技部                 |                                      |                                      |
| #3        | 4月19日  | 学園編 長崎女子高                    | 人気ｲﾗｽﾄﾚｰﾀｰ 美人ママ                |                                           | 長与VS 時津                          |                                      |
| #4        | 5月3日   |                                      |                                      | 創成館高校 チアリーディング部             | 皿うどん 細麺ＶＳ太麺                |                                      |
| #5        | 5月10日  | 長崎市 住吉エリア                    | 県下最大級の ガチャポン              |                                           |                                      | 新婚の本音& 恋愛トーク               |
| #6        | 5月24日  | お茶処 東彼杵町                      | 約100人の ハイハイレース             | 鹿工自転車部に 新人が!                    |                                      |                                      |
| #7        | 6月7日   | 東彼杵町& 長崎市中通り!              | 超人気! みさき駅さんわ               | チアリーディング部 新メンバー初舞台       |                                      |                                      |
| #8        | 6月14日  | 長崎市・ 中通り編                    | Youは何ばしに 長崎に来たとね?        |                                           |                                      |                                      |
| #9        | 6月28日  | 諫早編 ～クイズ対決!?                | 魅惑のどぶろく 特区に潜入            |                                           |                                      | ﾊﾞﾝﾄﾞﾏﾝｶｯﾌﾟﾙ&大学生 そしてあの人も!? |
| #10       | 7月5日   | 諫早編後編＆ 東長崎                  |                                      | 創成館チア部 新プログラムに苦戦           |                                      |                                      |
| #11       | 7月19日  | 東長崎エリア メガ盛り連勝?           |                                      | 鹿町工業自転車競技部 インターハイ予選は?  |                                      |                                      |
| #12       | 8月2日   | 佐世保バーガー 食べ歩き              | 香りがいい 驚きのアート!?            |                                           |                                      |                                      |
| #13       | 8月16日  | 夏休みSP 長崎路面電車すごろく        | 夏休みSP 長崎路面電車すごろく        | 夏休みSP 長崎路面電車すごろく             | 夏休みSP 長崎路面電車すごろく        | 夏休みSP 長崎路面電車すごろく        |
| #14       | 8月23日  | 島原市                               |                                      | 創成館チア部 運命の九州大会               |                                      |                                      |
| #15       | 9月6日   | くんち特別編 東濱町                  |                                      |                                           |                                      | 女だらけの 飲み会に潜入!!            |
| #16       | 9月13日  | 長崎市 ベイエリア                    |                                      | 鹿町工業自転車競技部 ｲﾝﾀｰﾊｲ結果はいかに!! |                                      |                                      |
| #17       | 10月4日  | 学園編 諫早農業                      |                                      |                                           |                                      | 浜口＆ 浜町エリア                    |
| #18       | 10月11日 | 長崎市 浦上エリア                    |                                      |                                           | 大村VS 諫早                          |                                      |
| #19       | 10月18日 | 生放送! 長崎五校体育祭全て見せますSP | 生放送! 長崎五校体育祭全て見せますSP | 生放送! 長崎五校体育祭全て見せますSP      | 生放送! 長崎五校体育祭全て見せますSP | 生放送! 長崎五校体育祭全て見せますSP |
| #20       | 11月8日  | 長崎市愛宕・ 小島エリア              |                                      |                                           |                                      | 長崎市 銅座エリア                    |
| #21       | 11月15日 | 長崎駅周辺                           |                                      | 小さな学校の挑戦！ ロボコン中学生         |                                      |                                      |
| #22       | 11月29日 | 学園編 鹿町工業                      | Youは何ばしに 長崎に来たとね?        |                                           |                                      |                                      |
| #23       | 12月13日 | 西海市で 体験民宿                    |                                      |                                           |                                      |                                      |

## 放送時間
- 水曜 19:00 - 19:56（2017年4月5日 - 2017年9月13日）
- 水曜 19:00 - 20:00（2017年10月4日 - 2021年3月24日）

### ネット配信
| 配信元   | 更新日時        | 配信期間 | 備考                           |
| -------- | --------------- | -------- | ------------------------------ |
| TBS FREE | 水曜 20:00 更新 | 7日間    | 長崎放送の最新回限定で無料配信 |
| TVer     | 水曜 20:00 更新 | 7日間    | 長崎放送の最新回限定で無料配信 |
| GYAO!    | 水曜 20:00 更新 | 7日間    | 長崎放送の最新回限定で無料配信 |

## 出演者
- トータルテンボス
- 染矢すみれ[2] - NBCアナウンサー（2020年6月24日放送分から2021年3月上旬まで産休[4]）
- 岸竜之介 ‐ NBCアナウンサー
- 佐々木良子 ‐ NBCアナウンサー（産休の染矢の代役。不定期出演だった）

### ナレーター
- 村山仁志 - 2020年3月放送分まで。
- 林田繁和 - 2020年4月放送分から。